# Davi I Mamicônio
Davi I Mamicônio (em armênio: Դավիթ Բ Մամիկոնեանը; romaniz.: Davit’ II Mamikonian) foi um nobre armênio do século VIII. De acordo com o estimado, esteve ativo entre 709 e 744. Para Leôncio, o Vardapetes, era filho de Fraates, mas Christian Settipani pensa que era filho de Musel V. Cyril Toumanoff considerou Fraates como possível irmão de Musel IV.